# 1985 na literatura

## Nascimentos
| Data          | Nome      | Profissão               | Nacionalidade | Observações | Ref |
| ------------- | --------- | ----------------------- | ------------- | ----------- | --- |
| 20 de Janeiro | Ana Terra | escritora e ilustradora | Brasil        |             |     |

## Mortes
| Data           | Nome                | Profissão                     | Nacionalidade  | Observações | Ref |
| -------------- | ------------------- | ----------------------------- | -------------- | ----------- | --- |
| 8 de fevereiro | José Gomes Ferreira | escritor e poeta              | Portugal       | n. 1900     |     |
| 10 de abril    | Cora Coralina       | poetisa                       | Brasil         | n. 1889     |     |
| 8 de Maio      | Theodore Sturgeon   | escritor de ficção científica | Estados Unidos | n. 1918     |     |
| 19 de Setembro | Italo Calvino       | escritor                      | Itália         | n. 1923     |     |
| 9 de Outubro   | Henriqueta Lisboa   | poetisa                       | Brasil         | n. 1901     |     |
| 7 de dezembro  | Robert Graves       | escritor                      | Reino Unido    | n. 1895     |     |

## Prémios literários
- Nobel de Literatura - Claude Simon
- Prémio Machado de Assis - Thales de Azevedo
- Prêmio Jabuti de Literatura (Literatura infanto-juvenil) - Ganymédes José
- Grande Prémio de Romance e Novela APE/IPLB - António Lobo Antunes